# Synkowce
Synkowce [sɨŋˈkɔft͡sɛ] est un village polonais de la gmina de Nowy Dwór dans le powiat de Sokółka et dans la voïvodie de Podlachie. Il se situe à environ 25 kilomètres au nord de Sokółka et à 60 kilomètres au nord de Białystok. 